# Azotat de fluor
Azotatul de fluor este un compus derivat instabil al acidului azotic cu formula FNO3. Datorită instabilității sale, este produs adesea din azotat de clor. Se descompune după reacția:
{\displaystyle {\rm {\ FONO_{2}\rightarrow F+ONO_{2}}}}